# Hypera diversipunctata
Hypera diversipunctata är en skalbaggsart som först beskrevs av Franz Paula von Schrank 1798.  Hypera diversipunctata ingår i släktet Hypera, och familjen vivlar. Arten är reproducerande i Sverige.

## Bildgalleri

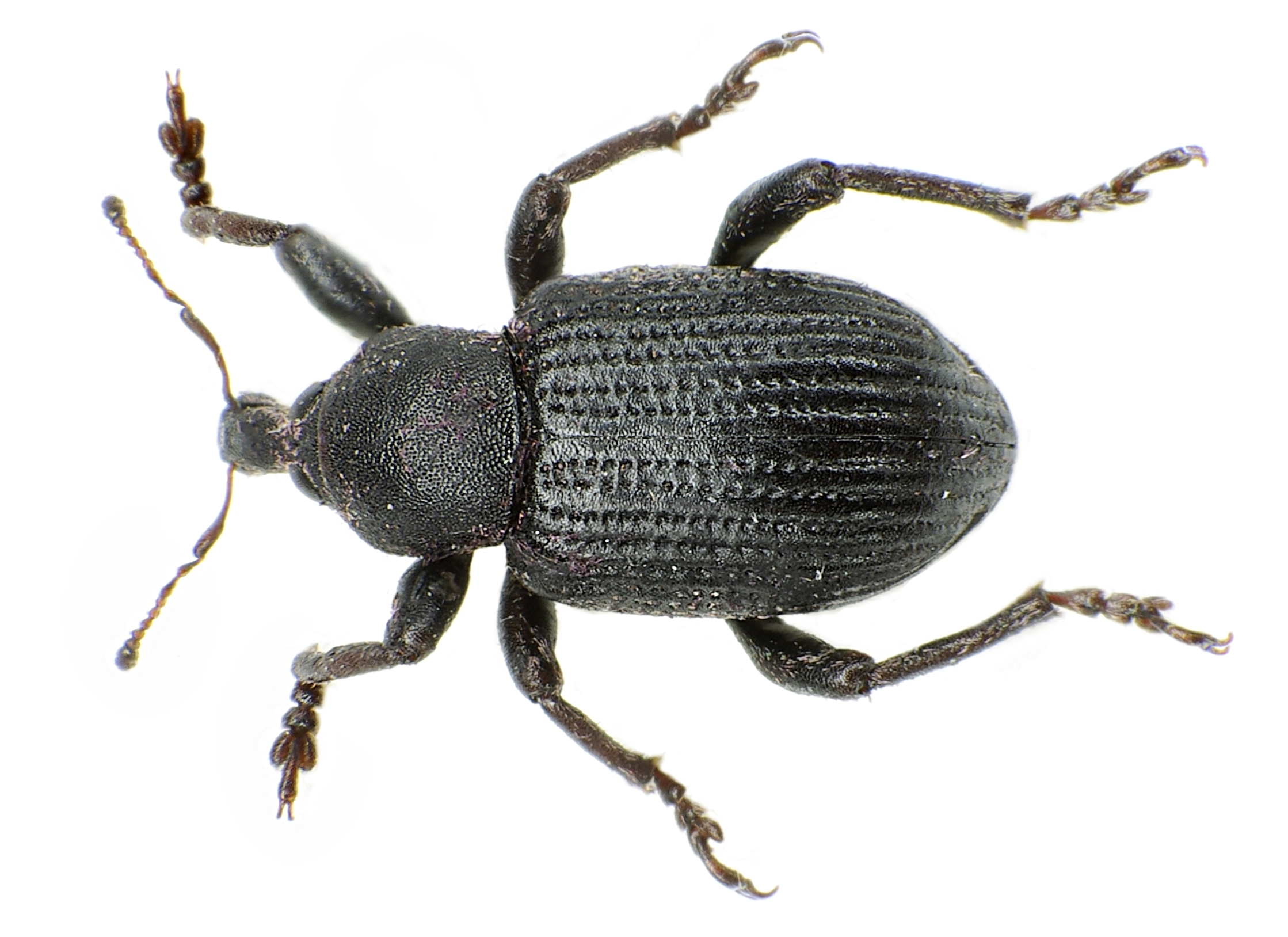
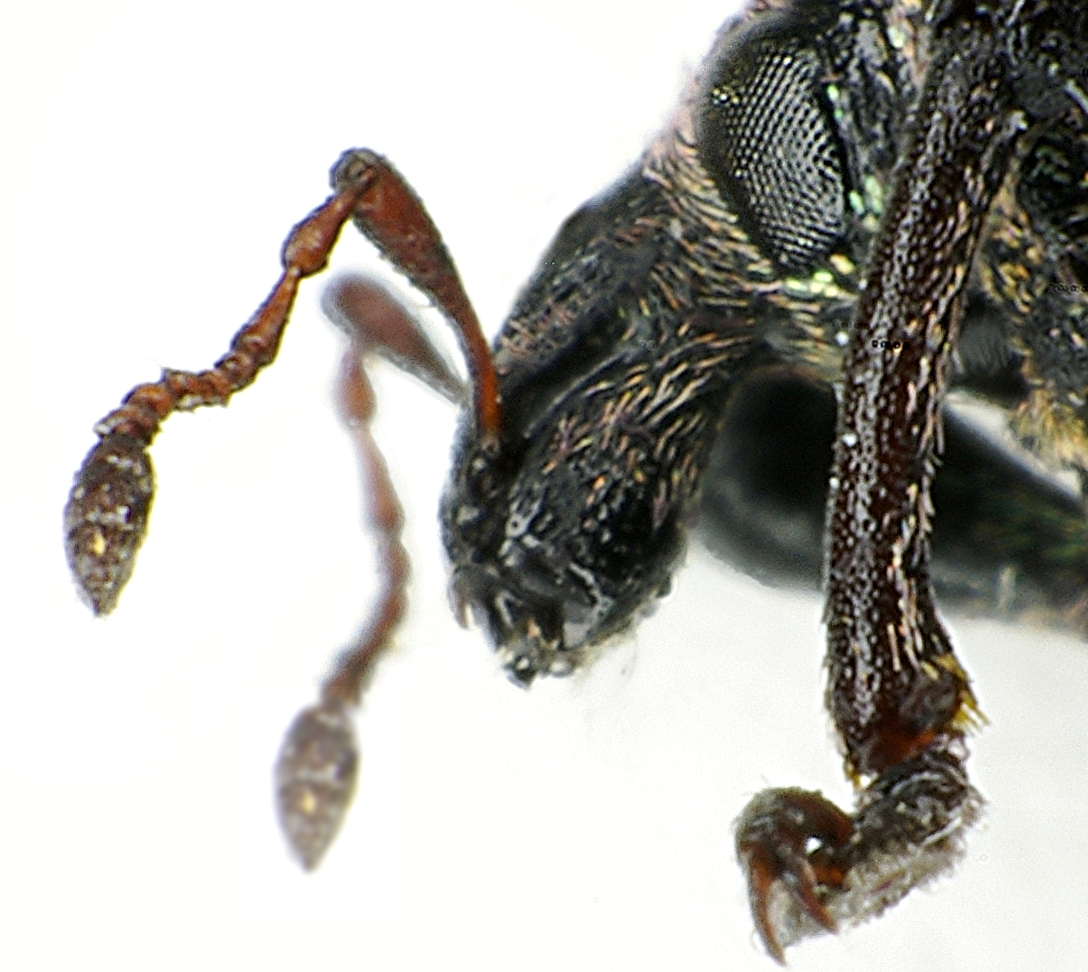
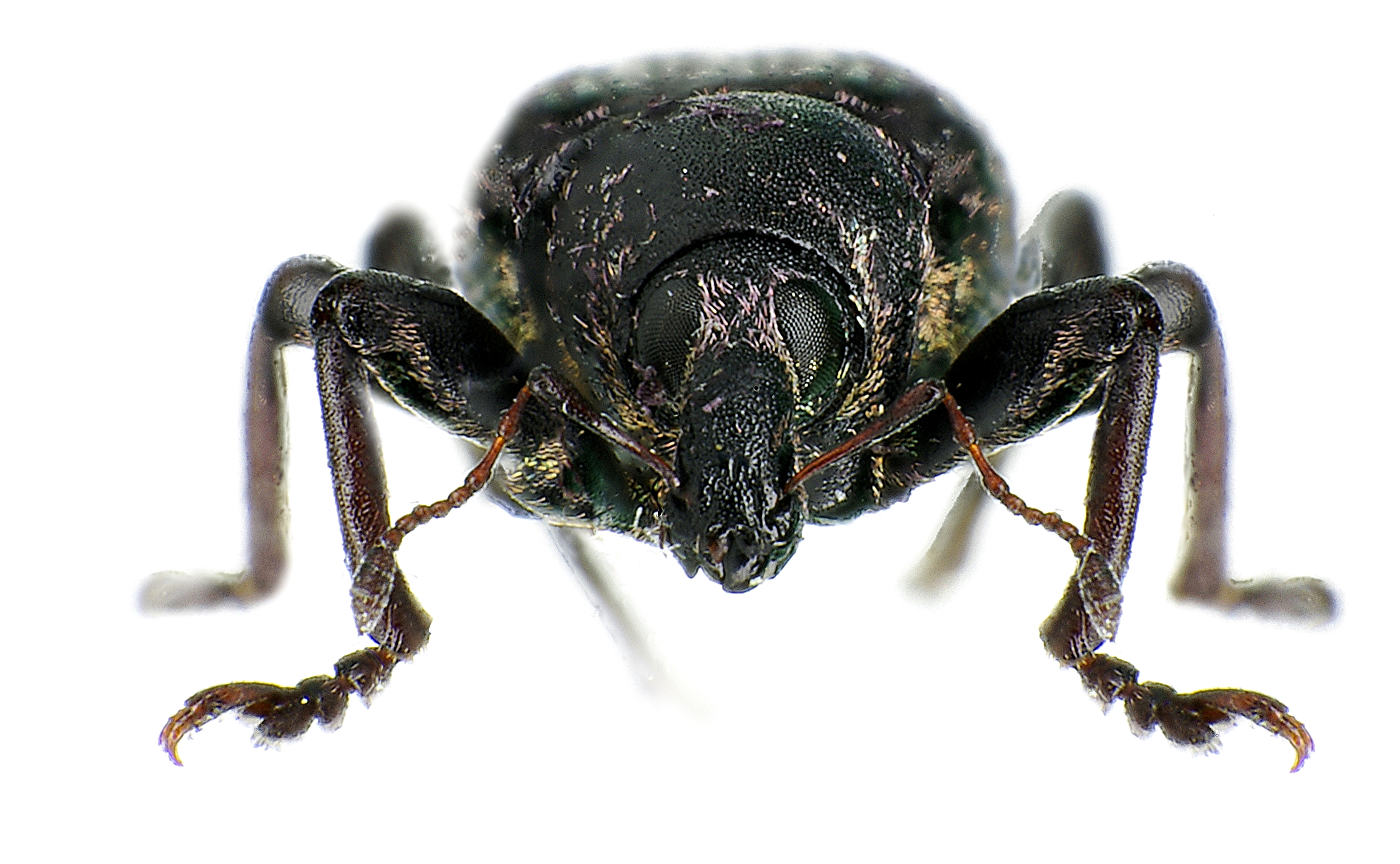
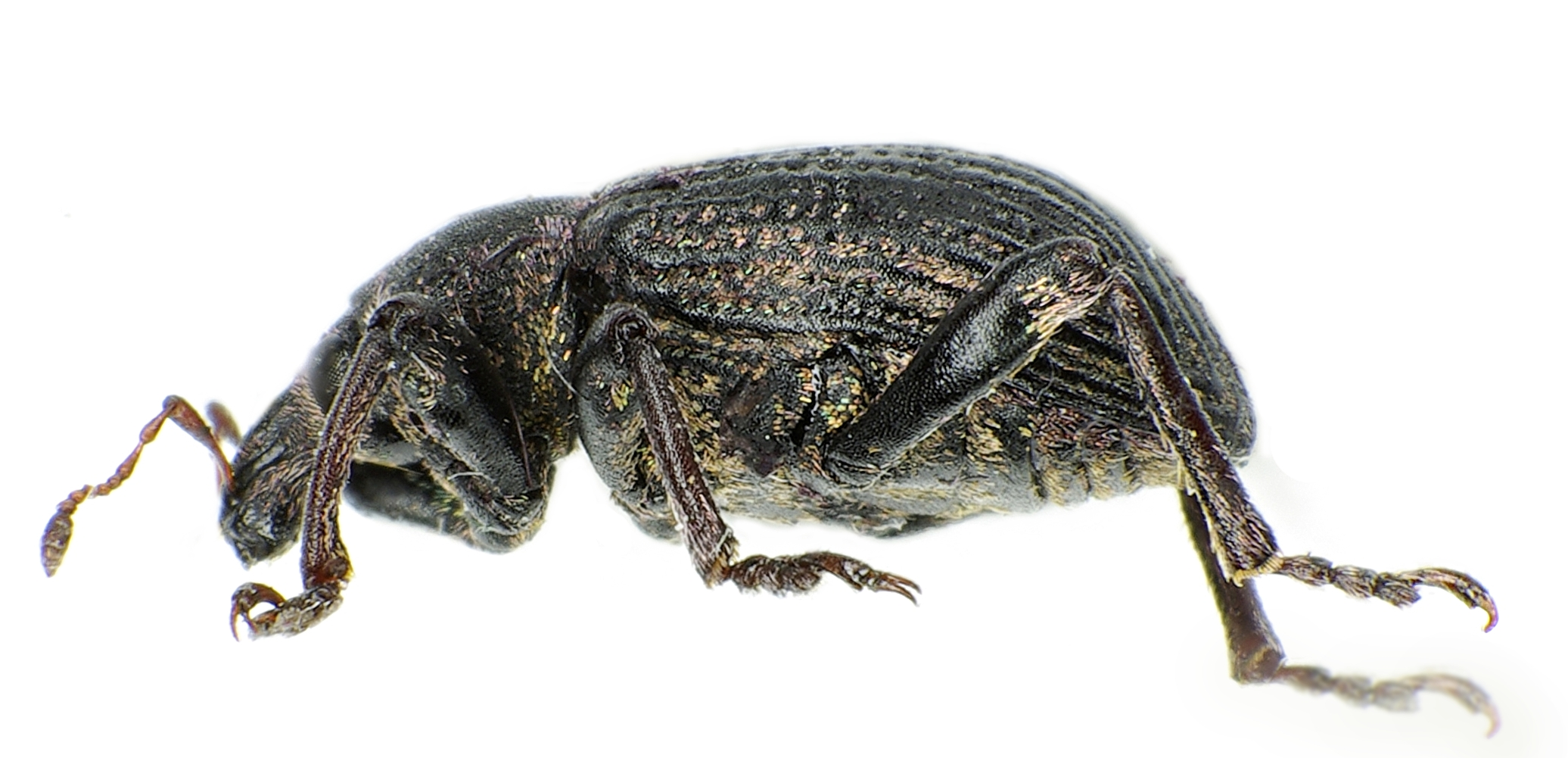
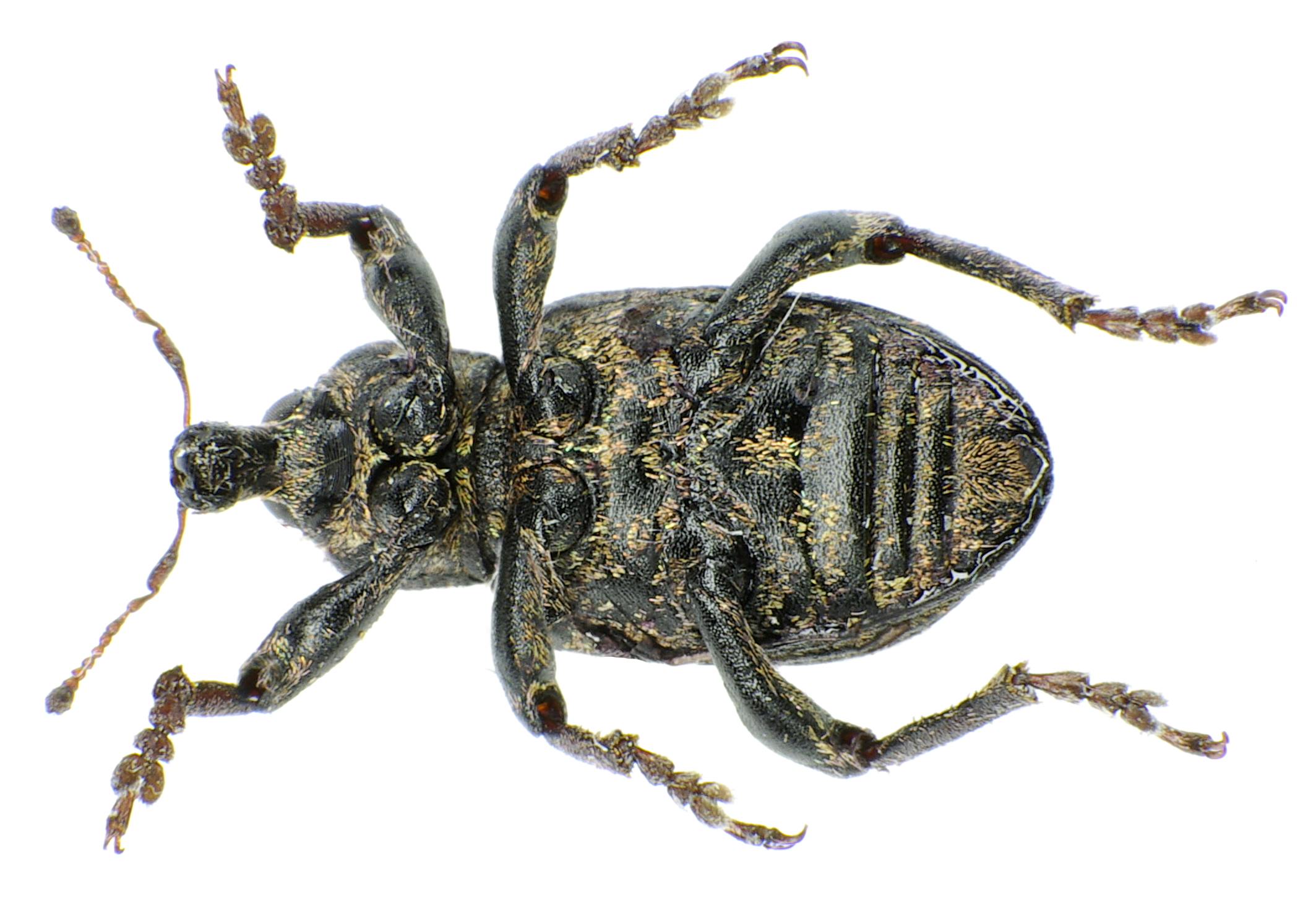